# 25553 Ivanlafer
25553 Ivanlafer (tên chỉ định: 1999 XC169) là một tiểu hành tinh vành đai chính. Nó được phát hiện bởi dự án Nghiên cứu tiểu hành tinh gần Trái Đất Lincoln ở Socorro, New Mexico, ngày 10 tháng 12 năm 1999. Nó được đặt theo tên Ivan Lavander Candido Ferreira, a Brazilian high school student whose microbiology project won second place ở the 2009 Giải thưởng Khoa học và Kỹ thuật Intel.